# 伊利諾州律師公會

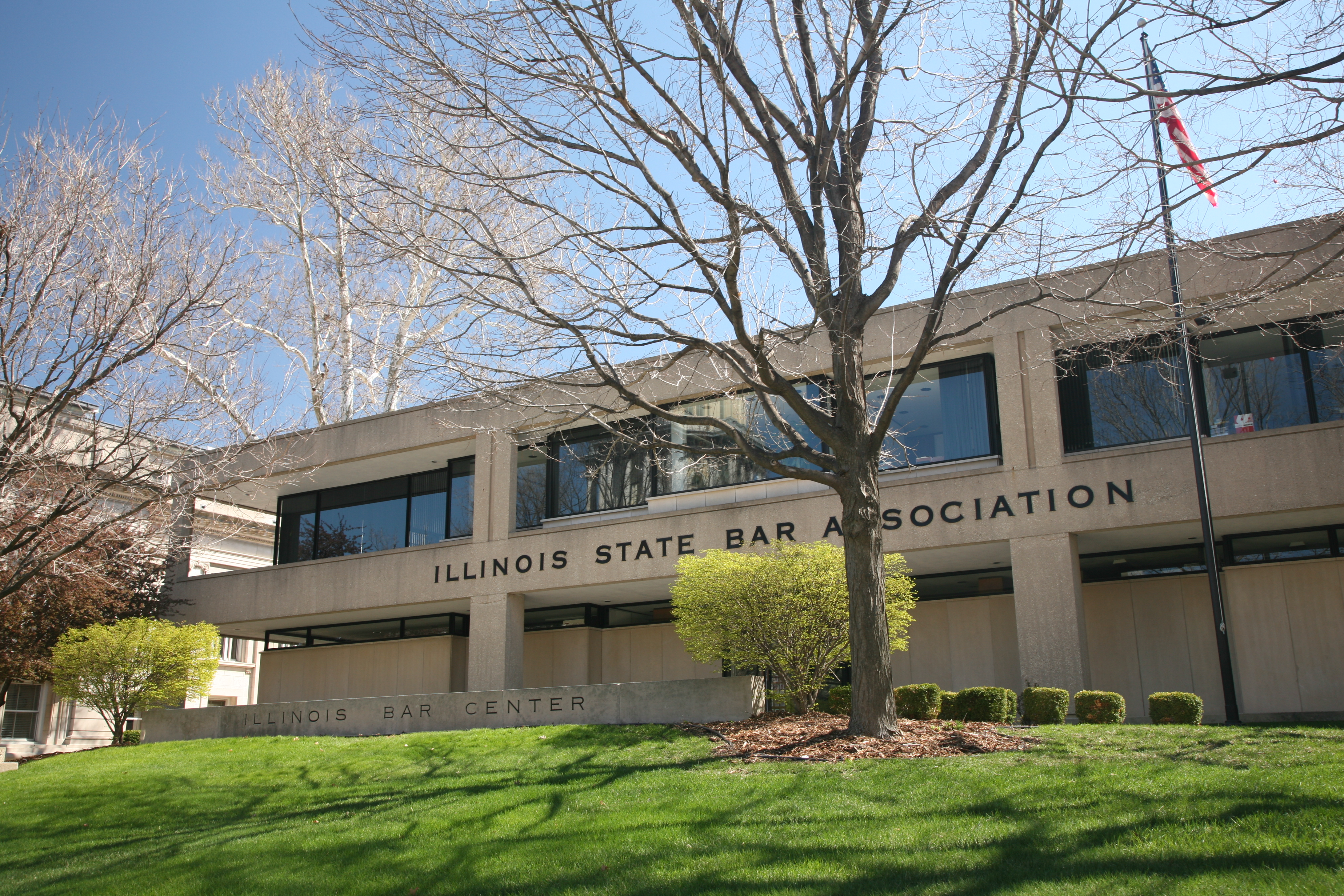
伊利諾州律師公會位於伊利諾州斯普林菲爾德(春田市)

伊利諾州律師公會（Illinois State Bar Association (ISBA)、伊州律師公會）是美國最大的自願性州律師公會。公會大約有27,000名律師成員。屬自願性的州律師公會，與一些強制性的州律師公會成員資格不同；在伊利諾州執業的律師不需要伊利諾州之州律師公會的會員資格，而且伊利諾州律師公會的會員資格完全是自願的。伊利諾州律師公會的總部位於伊利諾州斯普林菲爾德(春田市)。 公會還在伊利諾州芝加哥設有辦事處。

## 著名會員
著名的會員包括有伊利诺伊州众议院議員(任期為1922年-46年與1948年-50年) 大衛·伊瓦爾·斯旺森。

## 參閱
- 芝加哥律師公會
- 聖路易斯市律師公會（英语：Bar Association of Metropolitan St. Louis）
- 密爾沃基律師公會（英语：Milwaukee Bar Association）
- 紐約市非裔律師公會（英语：Metropolitan Black Bar Association）

## 外部連結
- 伊利諾州律師公會（页面存档备份，存于）